# رویدادنامه
رویدادنامه شرح دقیق حوادث و رخدادها به ترتیب تاریخ و بدون تحلیل و تفسیر است. کسی را که رویدادنامه را می‌نویسد، «رویدادنگار» می‌نامند. رویدادنامه را در متون قدیم‌تر «وقایع‌نامه» می‌گفتند.
در قدیم به کسی که رویدادهای روزگار پادشاهی یک پادشاه را یادداشت و ضبط می‌کرد وقایع‌نگار، وقایع‌نویس، واقعه‌نگار، اخبارنویس یا خبرنگار گفته می‌شد.
رویدادنامهٔ حاوی ثبت وقایع به ترتیب تاریخ و به‌صورت سال‌به‌سال را سال‌نگاشت می‌گویند.